# José Agustín Pardo de Figueroa
José Agustín Pardo de Figueroa y Luján Vázquez de Acuña, marqués consorte y viudo de San Lorenzo de Valle Umbroso (Lima, 21 de febrero de 1695-Oropesa, Cuzco, 22 de junio de 1747), fue un noble criollo, bibliófilo y funcionario colonial en el Virreinato del Perú, corregidor del Cuzco.

## Biografía
Sus padres fueron Bernardo Pardo de Figueroa y Sotomayor, de los marqueses de Figueroa, y Margarita de Luján y Vázquez de Acuña. Cursó estudios en el Colegio Real de San Martín (desde 1707), y los prosiguió en la Universidad de San Marcos, donde obtuvo el grado de Doctor en Leyes y Cánones, siendo además profesor de ambos derechos en su antiguo colegio.
Pasó a la metrópoli (1720) y luego a la Nueva España en compañía de su tío abuelo Juan de Acuña y Bejarano, I marqués de Casa Fuerte, nombrado Virrey (1722). Permaneció allí seis años, donde se desempeñó como capitán de infantería de la compañía Guardias de Palacio, para luego regresar a España, estableciéndose en Madrid (1728). Allí obtendría el hábito de caballero de la Orden de Santiago (1734).
De regreso al Perú, se estableció en el Cuzco, donde contrajo matrimonio pero quedó viudo luego de un par de años (1738). Nombrado corregidor de dicha ciudad, en virtud a una provisión del virrey marqués de Villagarcía (1742). Al término de su gestión, se estableció en su hacienda La Glorieta, contigua al obraje que tenía en Quispicanchis (1744), donde falleció tranquilamente años después. Dejó una biblioteca de 10 000 volúmenes, admirable por las numerosas notas marginales que se hallaron en sus libros.

## Matrimonio y descendencia
Se casó en el Cuzco, el 3 de junio de 1736, con la dama cusqueña Petronila Ignacia de Esquivel y Espínola, III marquesa de San Lorenzo de Valle Umbroso, con la cual tuvo como única hija a:
- Mariana Pardo de Figueroa y Esquivel, IV marquesa de San Lorenzo del Valleumbroso, casada con Tadeo Martín de Zavala y Vásquez de Velasco, con sucesión.

| Predecesor: José Cayetano Hurtado Dávila | Corregidor del Cuzco 1742-1744 | Sucesor: Juan José de Molleda |